# Galumna hexagona
Galumna hexagona är en kvalsterart som beskrevs av Balogh 1960. Galumna hexagona ingår i släktet Galumna och familjen Galumnidae. Inga underarter finns listade i Catalogue of Life.